# Ausztrál költők, írók listája

## Írók

### A-D
- James Aldridge (1918–2015)
- Jessica Anderson
- Sarah Armstrong (sz. 1968)
- Wayne Ashton (sz. 1959)
- Thea Astley
- Bunty Avieson (sz. 1962)
- Murray Bail
- Max Barry (sz. 1973)
- Barbara Baynton (1862–1929)
- Carmel Bird
- John Birmingham
- Merlinda Bobis
- Rolf Boldrewood
- Martin Boyd
- James Bradley (sz. 1967)
- Lily Brett
- Paul Brickhill (1916–1991)
- Damien Broderick
- Geraldine Brooks
- Thomas Alexander Browne (1826–1915)
- Ada Cambridge (1844–1926)
- Marion May Campbell (sz. 1948)
- Rosa Campbell Praed (1851–1935)
- Gabrielle Carey
- Peter Carey
- Isobelle Carmody (sz. 1958)
- Steven Carroll (sz. 1949)
- Brian Castro
- Nancy Cato (1917–2000)
- Marcus Clarke
- James Clavell
- Jon Cleary (sz. 1917)
- Charmian Clift (1923–1969)
- Bernard Cohen
- Kenneth Cook
- Bryce Courtenay (1933–2012)
- Jessie Catherine Couvreur (1848–1897)
- Dymphna Cusack (1902–1981)
- Eleanor Dark (1901–1985)
- Helen Darville (Helen Demidenko) (sz. 1972)
- Liam Davison (sz. 1957)
- Carlton Dawe (1865–1935)
- DBC Pierre
- Kathryn Deans
- Robert Dessaix
- Robert Drewe

### E-K
- Nick Earls
- Greg Egan (*1961–), sci-fi-író
- M. Barnard Eldershaw
- Sumner Locke Elliott (1917–1991)
- Richard Flanagan
- Tom Flood
- David Foster
- Miles Franklin
- Mary Eliza Fullerton (1868–1946)
- Anna Funder (*1966–)
- Joseph Furphy
- Helen Garner
- Mary Gaunt (1861–1942)
- Andrea Goldsmith (sz. 1950)
- Peter Goldsworthy
- Posie Graeme-Evans
- Germaine Greer (*1939–)
- Kate Grenville
- Kerry Greenwood
- Marion Halligan
- Traci Harding
- Frank Hardy
- Elizabeth Harrower (sz. 1928)
- Sonya Hartnett (sz. 1968)
- John Harwood (sz. 1946)
- John David Hennessey (1847–1935)
- Mark Henshaw
- Xavier Herbert
- Dorothy Hewett
- Kathryn Heyman (sz. 1965)
- Ian Irvine (sz. 1950)
- Charlotte Jay
- Kate Jennings (sz. 1948)
- George Johnston
- Martin Johnston
- Elizabeth Jolley
- Gail Jones
- Rae Desmond Jones (sz. 1941)
- Thomas Keneally (*1935–)
- Robin Klein
- Christopher Koch (sz. 1932)

### L-P
- Eric Lambert
- John Lang (1817–1864)
- Eve Langley
- Simone Lazaroo
- Kathy Lette (sz. 1958)
- Joan Lindsay
- Amanda Lohrey (sz. 1947)
- Melissa Lucashenko
- Morris Lurie (sz. 1938)
- Catherine Edith Macauley Martin (sz. 1847–1937)
- Mardi McConnochie
- Colleen McCullough (1937–2015)
- Sandy McCutcheon
- Ronald McKie (1909–1991)
- David Malouf
- Frederic Manning (1882–1935)
- Kathleen Mannington Caffyn (c. 1855–1926)
- John Marsden (1950–2024)
- Olga Masters
- Louisa Anne Meredith (1812–1895)
- Alex Miller (sz. 1936)
- Drusilla Modjeska
- Frank Moorhouse
- Sally Morgan
- Mudrooroo (formerly Colin Johnson)
- Gerald Murnane
- Alice Nannup
- Simpson Newland (1835–1925)
- Nerida Newton
- John Henry Nicholson (1838–1923)
- Judy Nunn
- Elizabeth O'Conner (sz. 1913)
- John O'Grady
- Ouyang Yu (sz. 1955)
- Ruth Park
- Elliot Perlman (sz. 1964)
- D.B.C. Pierre, 2003 Man Booker-díj
- Doris Pilkington
- Katharine Susannah Prichard (1883–1969)

### R-Z
- Matthew Reilly
- Henry Handel Richardson
- Jacqui Ross
- Jennifer Rowe (sz. 1948)
- Philip Salom (sz. 1950)
- Henry Savery (1791–1842)
- Conrad Sayce (1888–1935)
- John A. Scott (sz. 1948)
- Kim Scott
- Rosie Scott (1948–2017)
- Nevil Shute
- Helen de Guerry Simpson (1897–1940)
- Kimberley Starr
- Christina Stead, author of The Man Who Loved Children (1940)
- Dal Stivens (1911–1997)
- Randolph Stow
- Colin Thiele (1920–2006)
- Kylie Tennant
- Peter Temple
- Carrie Tiffany
- P. L. Travers (1899 vagy 1906–1996)
- Christos Tsiolkas
- Ethel Turner (1872–1958)
- Janette Turner Hospital
- Arthur W. Upfield
- Lin Van Hek
- Mary Theresa Vidal (1815–1869)
- Brenda Walker (sz. 1957)
- Clinton Walker
- Sam Watson
- Archie Weller
- Herb Wharton
- Patrick White (1912–1990), Irodalmi Nobel-díj (1973)
- Tim Winton
- Amy Witting
- Charlotte Wood (* 1965–)
- Sue Woolfe
- Morgan Yasbincek (sz. 1964)
- Markus Zusak (sz. 1975)

## Költők

### A-B
- Arthur Henry Adams (1872–1936)
- Robert Adamson (sz. 1944)
- Adam Aitken
- Jordie Albiston (sz. 1961)
- Kaye Aldenhoven
- James Alexander Allan (1889–1956)
- Leslie Holdsworthy Allen (1879–1964)
- Richard James Allen (sz. 1960)
- Ethel Anderson (1883–1958)
- Timoshenko Aslanides (sz. 1943)
- Thea Astley (1925–2004)
- Tilly Aston (1873–1947)
- Dorothy Auchterlonie (1915–1991)
- Albert Gordon Austin (1918–1990)
- Peter Bakowski (sz. 1954)
- Lex Banning (1921–1965)
- Ken Barratt (sz. 1906)
- Ramona Barry (sz. 1972)
- Arthur Bayldon (1865–1958)
- William Baylebridge (1883–1942)
- Eric Beach
- Bruce Beaver (1928–2004)
- Lisa Bellear (1961–2006)
- Anthony J. Bennett
- Judith Beveridge (sz. 1965)
- Maurice Biggs (sz. 1915)
- Peter Bladen (sz. 1922)
- John Blight (1913–1995)
- MML Bliss (aka Jenny Boult)
- Barcroft Boake (1866–1892)
- Merlinda Bobis
- Ken Bolton (sz. 1949)
- Jenny Boult (aka MML Bliss)
- The Bracket Creeps (aka Jimmy Andrews, Daniel East, Patrick Lenton & Lachlan Williams)
- James Bradley (sz. 1967)
- E. J. Brady (1869–1952)
- John Jefferson Bray (1912–1995)
- Christopher Brennan (1870–1932)
- Michael Brennan (sz. 1973?)
- John Le Gay Brereton (1871–1933)
- Lily Brett (sz. 1948)
- David Brooks (sz. 1953)
- Pam Brown (sz. 1948)
- Vincent Buckley (1925–1988)
- Charles Buckmaster
- Joanne Burns

### C-D
- Caroline Caddy (sz. 1944)
- Ada Cambridge (1844–1926)
- David Campbell (1915–1979)
- Kieran Carroll
- Lee Cataldi
- Nancy Cato (1917–2000)
- Robert Clark (sz. 1911)
- Justin Clemens
- Laurence Collinson (sz. 1925)
- Anna Couani (sz. 1948)
- Alexander Craig (sz. 1923)
- Louise Crisp
- Alison Croggan (sz. 1962)
- M. T. C. Cronin (sz. 1963)
- Zora Cross (1890–1964)
- James Cuthbertson (1851–1910)
- Lidija Cvetkovic
- Victor Daley (1858–1905)
- Kathleen Dalziel (1881–)
- Jack Davis (1917–2000)
- Norma L. Davis (1905–1945)
- Bruce Dawe (sz. 1930)
- Sarah Day
- Dulcie Deamer (1890–)
- C. J. Dennis (1876–1938)
- Enid Derham (1882–1941)
- James Devaney (1890–1976)
- Barry Dickins
- Rosemary Dobson (sz. 1920)
- Michael Dransfield (1948–1973)
- Laurie Duggan (sz. 1949)
- Jas H Duke (1939–1992)
- Max Dunn (1895–)
- Mary Durack (1913–1994)
- Geoffrey Dutton (1922–1998)
- Edward Dyson (1865–1931)

### E-G
- Chris Edwards (sz. 1955)
- Louis Esson (1879–1943)
- G. Essex Evans (1863–1909)
- Diane Fahey (sz. 1945)
- W. S. Fairbridge (1918–1950)
- Michael Farrell (sz. 1965)
- Mary Finnin
- R. D. Fitzgerald (1902–1987)
- Lionel Fogarty (sz. 1958)
- Mary Hannay Foott (1846–1918)
- John Forbes (1950–1998)
- William Forster (1818–1882)
- Brentley Frazer (sz. 1972)
- Mary Eliza Fullerton (1868–1946)
- William Gay (1865–1897)
- Edwin Gerard (1891–1965[1])
- Jane Gibian (sz. 1972)
- G. H. Gibson (1846–1921)
- Kevin Gilbert (1933–1993)
- Mary Gilmore (1865–1962)
- Peter Goldsworthy (sz. 1951)
- William T. Goodge (1862–1909)
- Adam Lindsay Gordon (1833–1870)
- J. W. Gordon (1874–1949)
- Alan Gould (sz. 1949)
- Paul Grano (1894–1975)
- Jamie Grant (sz. 1949)
- Robert Gray (sz. 1945)
- H. M. Green (1881–1962)
- Judith Green (sz. 1936)

### H-I
- Rodney Hall (sz. 1935)
- Philip Hammial (sz. 1937)
- Susan Hampton (sz. 1949)
- Lesbia Harford (1891–1927)
- W. E. Harney (1895–1963)
- Charles Harpur (1813–1868)
- Edward Harrington (1896–)
- Max Harris (1921–1995)
- Robert Harris (1951–1993)
- Jennifer Harrison
- Martin Harrison
- J. S. Harry (sz. 1939)
- Kevin Hart (sz. 1954)
- P. J. Hartigan (1879–1952)
- William Hart-Smith (1911–1990)
- Gwen Harwood (1920–1995)
- Kris Hemensley (sz. 1946)
- Dorothy Hewett (1923–2002)
- Charles Higham (sz. 1931)
- Richard Hillman (sz. 1964)
- Philip Hodgins (1969–1995)
- Harry Hooton (1908–1961)
- Ada Verdun Howell (1902–1981)
- A. D. Hope (1907–2000)
- Peter Hopegood (1891–1967)
- Flexmore Hudson (1913–1988)
- Frieda Hughes (sz. 1960)
- Barry Humphries (sz. 1934)
- Coral Hull (sz. 1965)
- Rex Ingamells (1913–1955)
- Eric Irvin (1908–1993[2])
- Margaret Irvin (sz. 1916)

### J-L
- Clive James (sz. 1939)
- Alan Jefferies (sz. 1957)
- John Jenkins (sz. 1949)
- Sydney Jephcott (1864–1951)
- Martin Johnston (1947–1990)
- Evan Jones (sz. 1931)
- Jill Jones
- Rae Desmond Jones (sz. 1941)
- Jayne Fenton Keane
- Nancy Keesing (1923–1993)
- Antigone Kefala (sz. 1935)
- Christopher Kelen
- S. K. Kelen (sz. 1956)
- Anne Kellas (sz. 1951)
- Henry Kendall (1839–1882)
- John Kinsella (sz. 1963)
- Peter Kocan (sz. 1947)
- komninos (aka Komninos Zervos) (sz. 1950)
- Eve Langley (1908–1974)
- Louis Lavater (1867–1953)
- Anthony Lawrence (sz. 1957)
- Henry Lawson (1867–1922)
- Sylvia Lawson (sz. 1932)
- William Lawson (1876–1957)
- Bronwyn Lea
- John Leonard (sz. 1965)
- Geoffrey Lehmann (sz. 1940)
- Emma Lew (sz. 1962)
- Cassie Lewis (sz. 1974)
- Kate Lilley (sz. 1960)
- Jack Lindsay (1900–1990)
- R. H. Long (1874–1948)
- Kerry Loughrey
- Robert Lowe (1811–1892)
- Beryl Llywelyn Lucas
- David Lumsden (sz. 1964)

### M
- Frederick T. Macartney (1887–1980)
- Noel Macainsh (sz. 1926)
- James McAuley (1917–1976)
- Ian McBryde
- George Gordon McCrae (1833–1927)
- David McCooey (sz. 1967)
- Hugh McCrae (1876–1958)
- Ronald McCuaig (1908–1993[3])
- Nan McDonald (1921–1973)
- Roger McDonald (sz. 1941)
- Greg McLaren (sz. 1967)
- Dorothea Mackellar (1885–1968)
- J. A. R. McKellar (1904–1932)
- Kenneth Mackenzie (1913–1955)
- Rhyll McMaster (sz. 1947)
- Jennifer Maiden (sz. 1949)
- Ern Malley (hoax poet)
- David Malouf (sz. 1934)
- John Manifold (1915–1985)
- Mary Manning
- Chris Mansell (sz. 1953)
- Billy Marshall Stoneking (sz. 1947)
- David Martin (1915–1997)
- Philip Martin (1931–1995)
- John Mateer (sz. 1971)
- Ray Mathew (1929–2002)
- Harley Matthews (1889–1968)
- Furnley Maurice (1881–1942)
- Don Maynard (sz. 1937)
- Sudesh Mishra
- Ernest G. Moll (1900–1997)
- T. Inglis Moore (1901–1979)
- Mal Morgan (1935–1999)
- Frank Morton (1869–1923)
- Ian Mudie (1911–1976)
- R. D. Murphy (1910)
- Les Murray (1938–2019)

### N-R
- John Shaw Neilson (1872–1942)
- Oodgeroo Noonuccal (Kath Walker) (1920–1993)
- Mark O'Connor (sz. 1945)
- Bernard O'Dowd (1866–1953) – co-founder of paper Tocsin
- Will H. Ogilvie (1869–1963)
- Dowell O'Reilly (1865–1923)
- Ouyang Yu (sz. 1955)
- Jan Owen (sz. 1940)
- Geoff Page (sz. 1940)
- Nettie Palmer (1885–1964)
- Vance Palmer (1885–1959)
- Banjo Paterson (1864–1941)
- Adam Pettet (sz. 1973)
- James Picot (1906–1944)
- Pi O (П O) (sz. 1951)
- Marie E. J. Pitt (1869–1948)
- Marcella Polain (sz. 1958)
- Dorothy Porter (sz. 1954)
- Hal Porter (1911–1984)
- Peter Porter (1929–2010)[4]
- Roderic Quinn (1867–1949)
- Jennifer Rankin (1941–1979)
- Vicki Raymond (sz. 1949)
- Elizabeth Riddell (1910–1998)
- Nigel Roberts (sz. 1941)
- Roland Robinson (1912–1992)
- Judith Rodriguez (sz. 1936)
- Eric Rolls (sz. 1923)
- Zan Ross (sz. 1951)
- David Rowbotham (sz. 1924)
- Noel Rowe (sz. 1951)
- J. R. Rowland (sz. 1925)
- Graham Rowlands (sz. 1947)
- Gig Ryan (sz. 1956)
- Tracy Ryan

### S-V
- Kristopher Saknussemm (sz. 1958)
- Philip Salom (sz. 1950)
- Jen Saunders
- Dipti Saravanamuttu (sz. 1960)
- Jaya Savige (sz. 1978)
- John A. Scott (sz. 1948)
- Margaret Scott (1934–2005)
- Thomas W. Shapcott (sz. 1935)
- Jemal Sharah (sz. 1969)
- Michael Sharkey (sz. 1946)
- Winifred Shaw (sz. 1905)
- Andrea Sherwood (sz. 1962)
- R. A. Simpson (sz. 1929)
- Robert Simpson (sz. 1969)
- Alex Skovron (sz. 1948)
- Peter Skrzynecki (sz. 1949)
- Kenneth Slessor (1901–1971)
- Peter Smiley (sz. 1791)
- Vivian Smith (sz. 1933)
- Charles H. Souter (1864–1944)
- Thomas E. Spencer (1845–1910)
- Nicolette Stasko (sz. 1950)
- Brunton Stephens (1835–1902)
- Amanda Stewart (sz. 1959)
- Douglas Stewart (1913–1985)
- Harold Stewart (1916–1995)
- Randolph Stow (sz. 1935)
- Jennifer Strauss (sz. 1933)
- Roberta "Bobbi" Sykes (sz. 1944?)
- Andrew Taylor (sz. 1940)
- thalia (sz. 1952)
- Charles R. Thatcher (1831–1882?)
- Sandra Thibodeaux
- Colin Thiele (1920–2006)
- John Thompson (1907–1968[5])
- Tim Thorne (sz. 1944)
- Michael Thwaites (1915–2005)
- Hugh Tolhurst
- Charles Tompson (1806–1883)
- John Tranter (sz. 1943)
- Dimitris Tsaloumas (sz. 1921)
- Val Vallis (sz. 1916)
- Vicki Viidikas (1948–1998)
- Brian Vrepont (1882–1955)

### W-Z
- Chris Wallace-Crabbe (sz. 1934)
- Ania Walwicz (sz. 1951)
- Samuel Wagan Watson (sz. 1972)
- Alan Wearne (sz. 1948)
- Francis Webb (1925–1973)
- William Charles Wentworth (1790–1872)
- Deb Westbury
- Herb Wharton
- Les Wicks (sz. 1955)
- Donna Williams (sz. 1963)
- Lauren Williams
- Stephen J. Williams
- Liz Winfield (sz. 1964)
- A. J. Wood (sz. 1906)
- Charlotte Wood (sz. 1965)
- David McKee Wright (1869–1928)
- Judith Wright (1915–2000)
- Morgan Yasbincek (sz. 1964)
- Komninos Zervos (sz. 1950)
- Markus Zusak (sz. 1975)
- Fay Zwicky (1933–2017)